# Neoantrodia serialiformis
Neoantrodia serialiformis é uma espécie de fungo poliporo da família Fomitopsidaceae. O fungo é ressupinado, consistindo em uma superfície de poros com esporos férteis que fica plana na parte inferior da madeira em decomposição, embora um ou outro píleos sobrepostos em forma de leque também possam ser formados. Embora seja bastante comum no leste dos Estados Unidos, ela não foi reconhecida como uma espécie distinta até 2009, devido à sua semelhança com a Neoantrodia serialis, intimamente relacionada. As diferenças na ecologia, no tamanho dos esporos e nas sequências de DNA distinguem as duas semelhantes.

## Taxonomia
A Neoantrodia serialiformis foi descrita como uma nova espécie por Jiří Kout e Josef Vlasák na revista Mycotaxon em 2009. A publicação foi resultado da pesquisa conduzida por Kout para seu trabalho de 2009 sobre ecologia e taxonomia de poliporos, uma tese de doutorado conduzida sob a supervisão de Vlasák. O material do holótipo foi coletado no Wissahickon Creek Park (Filadélfia) em 2008; a descrição da espécie é baseada em coletas feitas de 2001 a 2008. Vlasák havia notado pela primeira vez a presença da espécie e sua semelhança com a espécie europeia comum Neoantrodia serialiformis em uma publicação de 2004. O grau de variabilidade entre as sequências de DNA das regiões espaçadoras internas transcritas Neoantrodia serialiformis e N. serialis confirmam que as duas espécies são geneticamente distintas. O epíteto específico serialiformis refere-se à sua semelhança com N. serialis (o adjetivo do latim formis deriva de forma, que significa "ter a forma de"). Foi transferida para o gênero Neoantrodia em 2017.
A análise molecular mostra que Neoantrodia leucaena, N. infirma, N. primaeva e N. variiformis são espécies estreitamente relacionadas.

## Descrição
Os basidiomas perenes de N. serialiformis são efusivos-reflexos (ou seja, em uma superfície vertical que está parcialmente deitada no substrato com o himênio cobrindo a superfície superior e parcialmente pileada). Em sua parte superior, possui pequenos píleos, muitas vezes alongados ao longo da superfície de crescimento, com até 20 mm ou mais de comprimento, com uma textura resistente. Os píleos individuais, que atingem dimensões de até 10 por 20 mm por 7 mm, têm superfícies superiores aproximadamente horizontais que são aveludadas e marrons com uma margem branca estreita. Na parte inferior do píleo, a superfície do poro é inicialmente branca, mas torna-se marrom sujo à medida que amadurece. Os poros individuais são redondos e pequenos, com um número de 3 a 4 por milímetro. Os tubos são da mesma cor da superfície dos poros e têm até 5 mm de profundidade. A carne é branca e tem até 1 mm de espessura. Os basidiomas são frequentemente infestados por espécies de microlepidópteros, o que faz com que a superfície dos poros fique pulverulenta.
A Neoantrodia serialiformis tem um sistema hifal dimítico, o que significa que predominantemente dois tipos de hifas compõem o basidioma. As hifas generativas (hifas relativamente indiferenciadas que podem desenvolver estruturas reprodutivas) são de paredes finas, com fíbulas, e têm de 2 a 3 μm de largura. As hifas esqueléticas (de paredes espessas e longas) predominam; são hialinas (translúcidas), retas e têm de 2 a 5 μm de largura. Os cistídios estão ausentes, e os cistidiolos (células no himênio com aproximadamente o mesmo tamanho dos basídios, mas que permanecem estéreis) são imperceptíveis. Os basídios são em forma de taco, com quatro esporos e possuem fíbulas em suas bases; medem de 12 a 18 por 4 a 6 μm. Os esporos de paredes finas são elipsoides a um pouco afilados em ambas as extremidades, hialinos, não amiloides [en] (sem coloração no reagente de Melzer) e medem 4,5-5,5 por 2-2,3 μm.

### Culturas miceliais e testes de compatibilidade
Cultivados em placas de ágar, os micélios de N. serialiformis e N. serialis têm reatividade química idêntica e são bastante semelhantes em aparência, embora os autores observem que o primeiro é mais cotonoso do que o segundo. Os autores acasalaram várias combinações de coleções norte-americanas usando testes de compatibilidade vegetativa e confirmaram a presença de diferentes alelos de acasalamento, indicando que todas as coleções norte-americanas representavam uma única espécie. Emparelhamentos semelhantes realizados entre coleções norte-americanas e europeias mostraram que as espécies são incompatíveis e, portanto, distintas.

### Espécies semelhantes
A aparência da Neoantrodia serialiformis é semelhante à da N. serialis, mas esta última tem esporos maiores (6,3-8 por 2,2-3,3 μm). As duas podem ser distinguidas no campo por suas preferências de substrato: enquanto a N. serialis geralmente frutifica em madeira de coníferas, a N. serialiformis cresce estritamente em troncos de carvalho velhos e decorticados.

## Hábitat e distribuição
O fungo cresce em troncos de carvalho na Pensilvânia, Maryland, Virgínia, Carolina do Norte e Tennessee nos Estados Unidos. Entretanto, devido à sua semelhança com a Neoantrodia serialis, é provável que as duas tenham sido confundidas no passado e, portanto, os verdadeiros limites de sua distribuição não são claros. Os autores sugerem que provavelmente também ocorre em outros estados do sudeste dos EUA e a consideram "uma das espécies de poliporos mais comuns no leste dos EUA". As vezes, a N. serialiformis é encontrada junto com a muito mais rara Rhodofomitopsis oleracea, uma espécie acinzentada e estritamente ressupinada.